# Amblysomus corriae
Amblysomus corriae — вид ссавців родини златокротів Chrysochloridae. Це ендемік ПАР. Його природними середовищами існування є рослинність фінбос, ліси помірного поясу, чагарники та луки, субтропічні або тропічні низинні вологі ліси та сухі луки, вологі савани, піщані береги, орні землі, пасовища, плантації, сільські сади та міські території.

## Опис
Довжина голови-тулуба від 10,8 до 13 см, а вага від 46 до 64 г. Значного статевого диморфізму немає, але самці в середньому трохи більші за самиць. Характерними рисами всіх златокротів є хвіст, який зовні не видно, і відсутність вушних раковин, тулуб також має веретеноподібну форму. Amblysomus corriae має димчасто-чорний або червонувато-коричневий колір на спині та від світліше- до коричнево-сірого або блідо-оранжевого на череві. Морда і щоки характеризуються більш світлим відтінком, ніж спина, а в області очей іноді з'являються вузькі жовто-коричневі плями. Кінцівки міцні, кігті міцні. Довжина задньої лапи 12–16 мм.

## Спосіб життя
Про спосіб життя є мало інформації. Тварини живуть поодиноко, за винятком спільнот матері та молодняку. Основна діяльність відбувається вночі. Вид харчується комахами. Деякі дослідження вмісту шлунка містили менших дощових черв’яків, а також цикад і багатоніжок.
Вагітних самиць поки що спостерігали в травні, серпні та грудні, що свідчить про те, що розмноження не залежить від сезону. Як правило, в одному виводку народжується двоє молодих тварин.